# Predori Củ Chi
Predori Củ Chi so ogromna mreža povezanih predorov v okrožju Củ Chi mesta Hošiminh (Sajgon) v Vietnamu in so del veliko večje mreže predorov, ki ležijo pod večjim delom države. Predori Củ Chi so bili lokacija več vojaških kampanj med vietnamsko vojno in so bili baza operacij Viet Conga za ofenzivo Tet leta 1968.
Predore so vojaki Viet Conga uporabljali kot skrivališča med bojem, služili pa so tudi kot komunikacijske in oskrbovalne poti, bolnišnice, zaloge hrane in orožja ter bivalni prostori za številne severnovietnamske borce. Sistemi predorov so bili velikega pomena za Viet Cong pri njihovem odporu proti ameriškim silam in so pomagali pri boju proti naraščajočim ameriškim vojaškim naporom.

## Življenje v predorih
Ameriški vojaki so za opis razmer v predorih uporabili izraz »črni odmev«. Za Viet Cong je bilo življenje v predorih težko. Zraka, hrane in vode je bilo malo, rovi pa so bili okuženi z mravljami, strupenimi stonogami, kačami, škorpijoni, pajki in glodavci. Večino časa so vojaki dneve preživeli v predorih, delali ali počivali in prihajali ven samo ponoči, da bi iskali zaloge, skrbeli za svoje pridelke ali se spopadli s sovražnikom v boju. Včasih so bili v obdobjih močnega bombardiranja ali premikov ameriških enot prisiljeni ostati pod zemljo več dni. Med ljudmi, ki so živeli v predorih, so razsajale bolezni, zlasti malarija, ki je bila drugi največji vzrok smrti poleg bojnih ran. Zajeto poročilo Viet Conga nakazuje, da je v katerem koli trenutku polovica enote Osvobodilne vojske Južnega Vietnama (PLAF) imela malarijo in da jih je »sto odstotkov imelo pomembne črevesne parazite«.

## Kampanje ZDA proti predorom
Predore Củ Chi so opazili ZDA. uradniki, ki so prepoznali prednosti, ki jih je imel Viet Cong s predori, in tako sprožili več velikih akcij za iskanje in uničenje sistema predorov. Med najpomembnejšimi sta bili operacija Crimp in operacija Cedar Falls.
Operacija Crimp se je začela 7. januarja 1966 z bombniki B-52, obteženimi s 30 tonami eksploziva, na regijo Củ Chi, ki je nekoč bujno džunglo dejansko spremenila v pikčasto mesečino. Osem tisoč vojakov iz ZDA 1. pehotna divizija, bojna skupina 173. zračnodesantne brigade in 1. bataljon kraljevega avstralskega polka sta prečesala regijo in iskala kakršne koli sledi dejavnosti PLAF.
Operacija ni prinesla želenega uspeha. Na primer, ko so čete našle predor, so pogosto podcenile njegovo velikost. Običajno nikogar niso poslali, da preišče predore, saj je bilo to nevarno. Predori so bili pogosto opremljeni z eksplozivnimi pastmi ali jamami s konicami. Dva najpogostejša odziva pri obravnavi odprtine predora bi bila izpiranje vhoda s plinom, vodo ali vročim katranom, da bi prisilili vietkongovske vojake na odprto, ali pa vrženje nekaj granat v luknjo in zatiskanje odprtine. Ti pristopi so se izkazali za neučinkovite zaradi zasnove predorov in strateške uporabe loput in sistemov za filtriranje zraka.
Vendar se je avstralska specializirana inženirska enota, 3 Field Troop, pod poveljstvom stotnika Alexandra "Sandyja" MacGregorja, podala v predore, ki so jih izčrpno preiskovali štiri dni in našli strelivo, radijsko opremo, medicinske pripomočke, hrano in znake precejšnja prisotnost Viet Conga. Eden izmed njih, desetnik Robert "Bob" Bowtell, je umrl, ko je ostal ujet v predoru, ki se je izkazal za slepo ulico. Vendar so Avstralci vztrajali in prvič razkrili ogromen vojaški pomen predorov. Na mednarodni tiskovni konferenci v Sajgonu kmalu po operaciji Crimp je MacGregor svoje ljudi označil za »predorske dihurje«. Ameriški novinar, ki še nikoli ni slišal za dihurje, je uporabil izraz »predorske podgane«, ki se je obdržal. Po odkritjih njegove čete v Củ Chiju je MacGregor prejel odlikovanje vojaški križ.
Iz svojih napak in odkritij Avstralcev je poveljstvo ZDA ugotovilo, da potrebuje nov način za pristop k dilemi predorov. General Williamson, poveljnik zavezniških sil v Južnem Vietnamu, je vsem zavezniškim silam izdal splošen ukaz, da je treba predore ustrezno preiskati, kadar koli jih odkrijejo. Začelo se je uriti elitno skupino prostovoljcev v umetnosti predorskega bojevanja, oboroženih le s pištolo, nožem, svetilko in kosom vrvice. Strokovnjaki, splošno znani kot »predorske podgane«, bi sami vstopili v predor in potovali centimeter za centimetrom ter previdno gledali predse za minami ali zataknjenimi PLAF-ji. Ni bilo pravega pristopa in kljub nekaj trdega dela v nekaterih sektorjih vojske in poveljstva za vojaško pomoč v Vietnamu, da bi zagotovili nekakšno usposabljanje in vire, je bila odlična doktrina nov pristop, ki so ga enote izurile, opremile in načrtovale zase.
Kljub prenovljenim prizadevanjem za boj proti sovražniku pod lastnimi pogoji so operacije ZDA ostajale nezadostne za popolno odpravo predorov. Leta 1967 je general William Westmoreland poskušal izvesti večji napad na Củ Chi in Železni trikotnik. Imenuje se operacija Cedar Falls in je bila podobna prejšnji operaciji Crimp, vendar je bila v večjem obsegu s 30.000 vojaki namesto 8000. 18. januarja so »predorske podgane« iz 1. bataljona 5. pehotnega polka 25. pehotne divizije odkrile štab okrožja Viet Conga v Củ Chiju, ki je vseboval pol milijona dokumentov o vseh vrstah vojaške strategije. Med dokumenti so bili zemljevidi ZDA. oporišča, podrobna poročila o gibanju PLAF iz Kambodže v Vietnam, seznami političnih simpatizerjev in celo načrti za neuspeli poskus atentata na Roberta McNamaro.
Do leta 1969 so bili B-52 razbremenjeni bombardiranja Severnega Vietnama in začeli so bombardirati Củ Chi in preostali del Železnega trikotnika. Proti koncu vojne so bili nekateri predori tako močno bombardirani, da so bili nekateri deli dejansko vdrti, drugi odseki pa so bili izpostavljeni. Toda bombardiranja niso mogla uničiti večine delov teh predorov.
Med vojno so se predori v Củ Chiju in okolici izkazali za vir frustracij za vojsko ZDA v Sajgonu. Viet Cong je bil do leta 1965 tako dobro zasidran na tem območju, da je bil v edinstvenem položaju, da je lahko nadzoroval, kje in kdaj bodo potekale bitke. Predori Củ Chi so s pomočjo prikritega premikanja zalog in namestitve vojakov severnovietnamskim borcem na njihovem območju v Južnem Vietnamu omogočili preživetje, pomagali podaljšati vojno in okrepiti stroške in žrtve ZDA do končnega umika leta 1973 in končnega poraza Južnega Vietnama leta 1975.

## Turistična zanimivost
Vietnamska vlada je ohranila 121 km dolg kompleks predorov v Củ Chiju in ga spremenila v vojni spominski park z dvema različnima razstavnima mestoma predorov, Ben Dinh in Ben Duoc. Predori so priljubljena turistična atrakcija v Vietnamu, obiskovalci pa so vabljeni, da se sprehodijo po varnejših delih sistema predorov. Lokacija Ben Duoc vsebuje del prvotnega sistema predorov, lokacija Ben Dinh, bližje Sajgonu, pa ima predore rekonstruirane in nekateri predori so povečani za sprejem turistov. Na obeh straneh so bile v predore nameščene luči z nizko močjo, ki olajšajo hojo skoznje, obe strani pa imata prikaze različnih vrst uporabljenih min. Podzemne konferenčne sobe, v katerih so bile leta 1968 načrtovane akcije, kot je bila ofenziva Tet, so bile obnovljene.
Nadzemne zanimivosti vključujejo opice v kletkah, prodajalce spominkov in strelišče.